# بانک مرکزی سری‌لانکا
بانک مرکزی سری‌لانکا 
(به سینهالی: ශ්‍රී ලංකා මහ බැංකුව) مرجع مالی کشور سری‌لانکا است. این بانک در سال ۱۹۵۰ تحت قانون مالی شماره ۵۸ (۱۹۴۹ میلادی) تأسیس شد. این یک نهاد نیمه خودمختار دولتی است و پس از اصلاحات در قانون مالی در دسامبر ۲۰۰۲، توسط یک هیئت مدیره پولی پنج نفره اداره می‌شود از جمله رئیس، معاون وزارت دارایی و سه عضو منصوب شده توسط رئیس جمهور سری‌لانکا به توصیه وزیر دارایی با موافقت شورای قانون اساسی.

## تاریخچه
بانک مرکزی سری‌لانکا دو سال پس از استقلال در سال ۱۹۵۰ میلادی تشکیل شد. ریاست بانک در زمان جونیوس ریچارد جایواردنه وزیر دارایی وقت بر عهده جان اکستر بود. این بانک تحت نام قبلی بانک مرکزی سیلون جایگزین شد که تا آن زمان مسئولیت صدور پول کشور را بر عهده داشت. این بانک عضو اتحادیه پاکسازی آسیا است. وظایف اصلی این بانک اجرای سیاست‌های پولی در سریلانکا است و همچنین دارای اختیارات گسترده نظارتی بر سیستم مالی است. این بانک مشغول توسعه سیاست‌هایی برای ارتقاء شمول مالی و عضو اتحاد برای ورود مالی است.